# Vaudrecourt
Vaudrecourt ist eine Gemeinde im französischen Département Haute-Marne in der Region Grand Est. Sie gehört zum Arrondissement Chaumont und zum Kanton Poissons.

## Geografie
Die Gemeinde Vaudrecourt liegt am Mouzon in der Landschaft Bassigny. Nachbargemeinden sind Sommerécourt im Norden, Outremécourt im Nordosten, Soulaucourt-sur-Mouzon im Südosten und Bourmont-entre-Meuse-et-Mouzon im Süden und Westen.

## Bevölkerungsentwicklung
| Jahr      | 1962 | 1968 | 1975 | 1982 | 1990 | 1999 | 2008 | 2019 |
| --------- | ---- | ---- | ---- | ---- | ---- | ---- | ---- | ---- |
| Einwohner | 82   | 71   | 61   | 53   | 45   | 44   | 36   | 35   |